# Михай, Энеа
Михай Энеа (алб. Enea Mihaj; 5 июля 1998 года, Родос, Греция) — албанский футболист, защитник американского клуба «Атланта Юнайтед» и национальной сборной Албании.

## Клубная карьера
Начинал футбольную карьеру в местной академии «Олимпик-Арена», в которую попал в 2011 году. В этом же году он перевелся в академию греческого клуба «Панетоликос». 14 декабря 2016 года в матче Кубка Греции против «Калитея» (5:1) Энеа Михай дебютировал в профессиональном футболе. 
21 июня 2019 года перешёл в «ПАОК». 12 июля 2020 года в матче чемпионата Греции против «Олимпиакоса» (1:0) забил свой первый гол за «ПАОК» на последних минутах матча.
15 августа 2022 года перешёл в португальский клуб «Фамаликан».
2 июля 2025 года перешёл в американский клуб «Атланта Юнайтед».

## Карьера в сборной
Молодёжная
Михай получил свой первый вызов в сборную Албании до 19 лет на товарищеский турнир Roma Caput Mundi с 29 февраля по 4 марта 2016 года.
В Молодёжную сборную Албании Энеа пригласили на отборочный матч чемпионата Европы среди молодёжи 2017 года против Израиля 10 октября 2016 года. Он дебютировал на поле, выйдя на замену в перерыве матча.
Основная
10 сентября 2018 года Михай дебютировал за основную сборную Албании в матче Лиги наций УЕФА 2018/19 против Шотландии, выйдя на замену в концовке матча.
| № | Дата             | Оппонент  | Счёт | Голы | Пасы | Карточки | Минуты | Соревнование             |
| - | ---------------- | --------- | ---- | ---- | ---- | -------- | ------ | ------------------------ |
| 1 | 10 сентября 2018 | Шотландия | 0:2  | —    | —    | —        | 1'     | Лига наций 2018/2019 (C) |
| 2 | 3 июня 2018      | Иордания  | 0:0  | —    | —    | —        | 9'     | Товарищеский матч        |

Итого: сыграно матчей: 2 / забито голов: 0; победы: 0, ничьи: 1, поражения: 1.
Последний матч (на замене): 14 Октября 2019 года — Отбор ЧЕ-2020 (группа H) против Молдавии.

## Достижения
ПАОК
- Обладатель Кубка Греции: 2020/21[англ.]